# Dolmen de Baradal (Tineo)
El Dolmen de Baradal es una construcción megalítica, situada en el pueblo de Baradal, de la parroquia de El Baradal, perteneciente al municipio asturiano de Tineo.
Este dolmen túmulo (construcciones conocidas en la zona como cutruyos o covayos), fue descubierto en 1951, a las afueras de Baradal, en un pequeño valle situado a un nivel más bajo que las casas de la aldea. Desgraciadamente, fue destruido en su mayor parte, poco después de su descubrimiento, pero gracias a la intervención de Luis Tenreiro, que ejercía como maestro nacional en Tineo, se logró evitar que la destrucción fuese total.
Las primeras labores de excavación y cribado de las tierras removidas durante el expolio, fueron realizadas por Francisco Jordá Cerdá, hallándose solamente unos pocos restos del achelense, como una pequeña hacha, una piedra de afilar, otra piedra de molino de mano y finalmente otra con restos de pintura. Personas que intervinieron en su destrucción, reconocieron asimismo, haber encontrado estrechas y largas lajas de piedra, similares a cuchillos, que no fue posible recuperar.
Respecto a su planta y alzado, quedan en pie cuatro grandes ortostatos, juntos y alineados, que presumiblemente perimetraban parte de una cámara poligonal, así como otros dos ortostatos, separados de los anteriores y dispuestos en sentido transversal a aquellos, el primero de los cuales formaría parte de dicha cámara, mientras que el otro pertenecería al corredor de acceso. Se sabe, por afirmaciones de vecinos de la aldea, que en el momento de su descubrimiento, el dolmen tenía también losas de cubierta, losas de las que carecía al iniciarse las primeras excavaciones, ya que habían sido desplazadas y rotas.

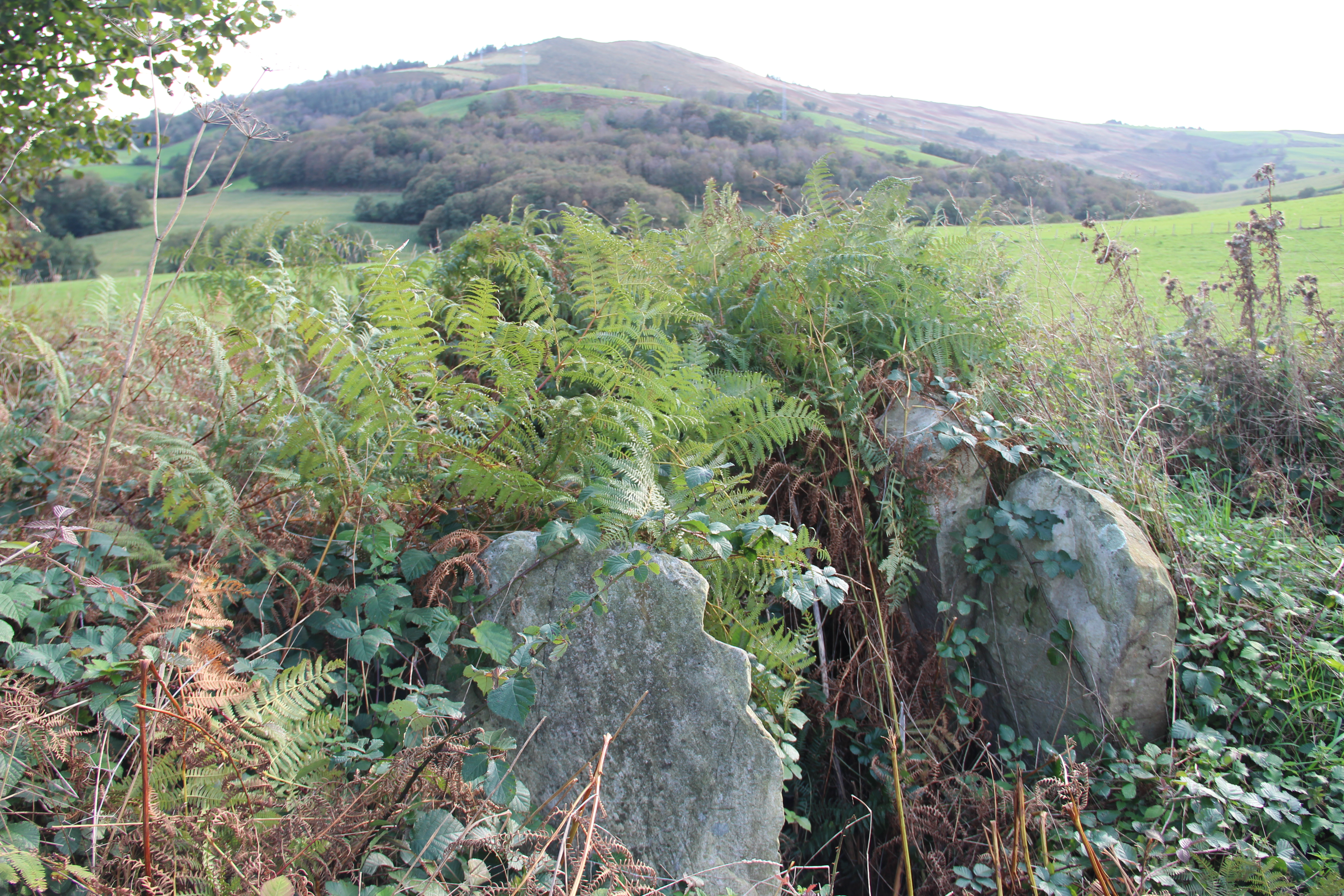
Ortostatos. Vista del lado norte del dolmen.

De todos los ortostatos, el que ofrece mayor interés, es el situado más al sur de los cuatro que se encuentran alineados. Presenta un grabado en forma de U, de unos cinco cm de anchura y unos tres mm de hendidura, que parece colgar de la parte superior decorándola como un collar. Nunca antes se había encontrado en un dolmen este tipo de grabado, observándose solo una cierta semejanza en alguna estela portuguesa o algún ídolo megalítico del valle del Tajo.
Las bloques que componen este dolmen, de cuarcita, tienen unas dimensiones que llegan a alcanzar hasta 2,35 metros de altura, por unos 60 cm de ancho y un grosor de 25 a 30 cm, y su peso oscila entre los 1.000 y 1.500 kg.
A pesar de la escasez de los restos encontrados, uno de estos es de un gran valor. Se trata de una pieza aplanada de arenisca muy porosa, de forma parecida a un pentágono, con aristas redondeadas, y unas dimensiones de 20 x 13 x 5 cm., y que ha sido considerada como un ídolo. Está decorado en ambas caras con restos de pintura roja violácea de muy difícil interpretación, ignorándose su simbolismo, aunque cabe suponer que haya desempeñado funciones religiosas, relacionadas con un culto funerario. Este ídolo se encuentra expuesto en la sala dedicada al Neolítico y Edad de los Metales del Museo Arqueológico de Asturias, en Oviedo.

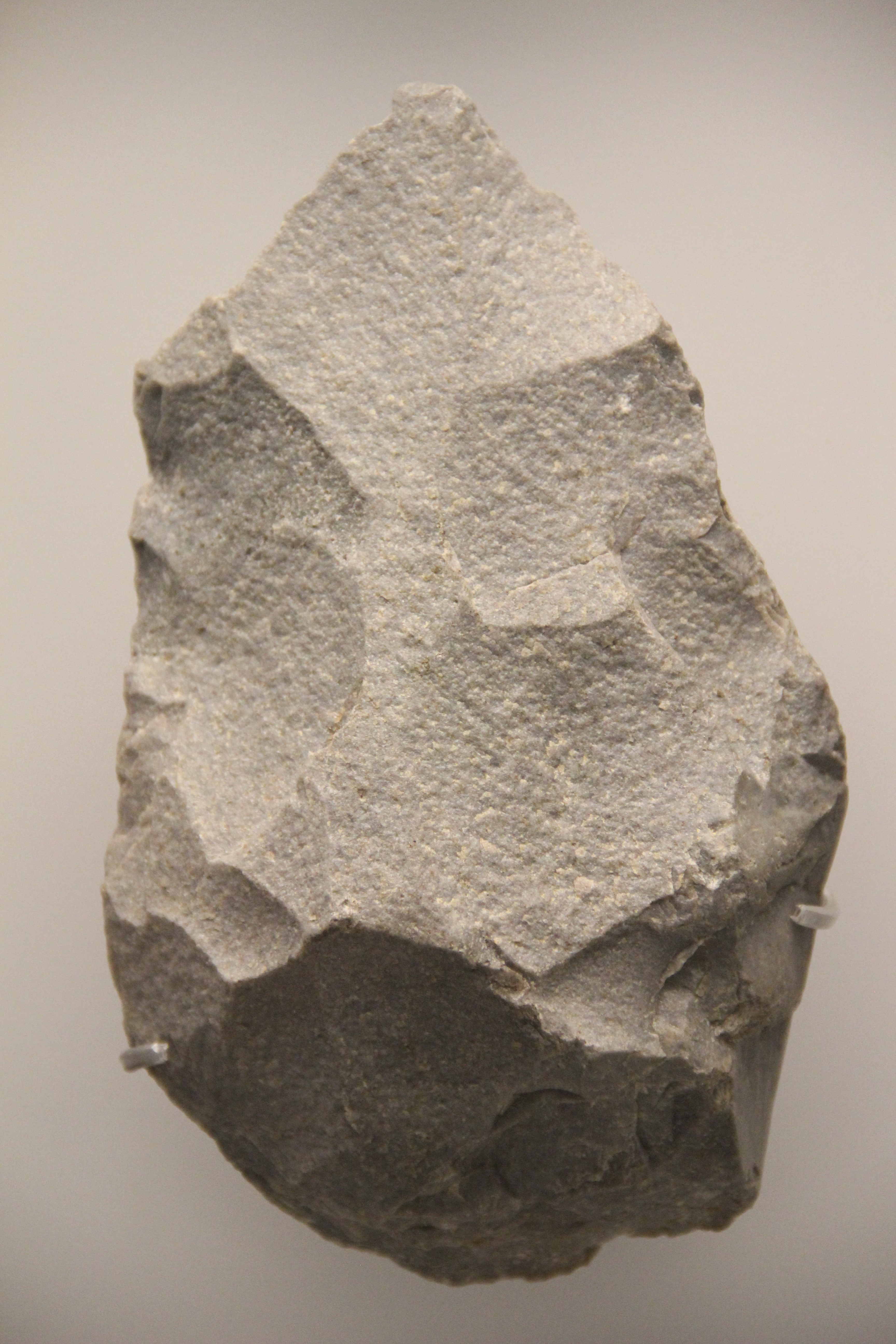
Hacha descubierta en el dolmen, y expuesta en el Museo Arqueológico de Asturias en Oviedo.

Los datos que se conocen sobre los pueblos megalíticos de Asturias, son muy escasos, lo que impide deducir de una manera precisa, la razón del levantamiento de estas construcciones en unos determinados emplazamientos. Los expertos sugieren la existencia  de dos grupos dolménicos diferentes. Uno de ellos sería el integrado por aquellos situados en terrenos montañosos y relativamente altos, próximos a vías de paso de ganados, y que por lo abrupto del terreno, solo permitirían su utilización como pastos para el ganado (ejemplo de este tipo de dolmen sería el de Merillés, situado también en el municipio de Tineo). El segundo grupo dolménico, estaría formado por los situados en la parte central de terrenos llanos y cercanos a algún río, donde se practicaría la agricultura, así como una ganadería de pradera. Es en este segundo grupo dolménico, en el que se encuadraría el dolmen de Baradal.
En el año 2019, para facilitar las visitas al dolmen, se acondicionó el terreno circundante, pero la falta de mantenimiento ha originado que en muy poco tiempo, haya sido invadido por la maleza, lo que provoca que apenas sean visibles la parte superior de algunos de los ortostatos, sin tener una visión de conjunto.